# Haserich
Haserich là một đô thị thuộc huyện Cochem-Zell, bang Rheinland-Pfalz, Đức. Đô thị này có diện tích 4,45 ki-lô-mét vuông.